# Station Hettange-Grande
Station Hettange-Grande is een spoorwegstation in de Franse gemeente Hettange-Grande.

## Treindienst
| Serie    | Treinsoort            | Route                                                 | Bijzonderheden |
| -------- | --------------------- | ----------------------------------------------------- | -------------- |
| RE 88700 | RegionalExpress (CFL) | Luxemburg – Hettange-Grande – Thionville – Metz-Ville |                |
| RE 88800 | RegionalExpress (CFL) | Luxemburg – Hettange-Grande – Thionville              |                |